# Taufa'ahau Tupou 4. af Tonga
 Der er for få eller ingen kildehenvisninger i denne artikel, hvilket er et problem. Du kan hjælpe ved at angive troværdige kilder til de påstande, som fremføres i artiklen.

Taufa'ahau Tupou 4. af Tonga (født 4. juli 1918, død 10. september 2006) var konge af Tonga fra 1965 til sin død. Han var gift med Halaevalu Mataʻaho ʻAhomeʻe. 
Parret havde 4 børn:
- Siaosi Tāufa'āhau Manumataongo Tuku'aho Tupou
- Prinsesse Sālote Mafile'o Pilolevu Tuita
- Eksprins Fatafehi 'Alaivahamama'o Tuku'aho (Blev frataget sin titel da han giftede sig med en borgerlig)
- Prins 'Aho'eitu 'Unuaki'otonga Tuku'aho

## Ekstern henvisning
- Nekrolog i New York Times (registrering kræves)

1. ↑  Navnet er anført på engelsk og stammer fra Wikidata hvor navnet endnu ikke findes på dansk.